# 阿倍野筋
阿倍野筋（あべのすじ）は、大阪府大阪市阿倍野区にある町名。現行行政地名は阿倍野筋一丁目から阿倍野筋五丁目。

## 地理
阿倍野区の北西部に位置し、東に松崎町、南東に阪南町、西に旭町、南西に共立通と丸山通、南に王子町、北に天王寺区茶臼山町と悲田院町と接している。

## 歴史

### 地名の由来
町名は熊野街道の一部である阿倍野街道に沿う町筋であることと、旧天王寺村大字阿倍野の中央部を南北に伸びる街区であることに由来する。

### 沿革
本節では関連する地名についても記述する。

#### 阿倍野村 → 阿倍野 → 阿倍野町
- 江戸期、摂津国東成郡に阿倍野村が所在。はじめ幕府領、文化9年（1812年）から小田原藩大久保氏領。
- 1889年（明治22年）、町村制施行により、天王寺村の大字となる。
- 1925年（大正14年）、天王寺村が大阪市に編入され、住吉区阿倍野町となる。
- 1929年（昭和4年）、阿倍野筋1 - 8丁目・王子町1 - 3丁目・松虫通1 - 3丁目・晴明通1 - 2丁目・相生通1 - 3丁目となる[6]。

#### 阿倍野筋
はじめ1 - 8丁目、1967年（昭和42年）から1 - 5丁目
- 1929年（昭和4年）、大阪市住吉区天王寺町・阿倍野町の各一部より成立。
- 1943年（昭和18年）、分区により、阿倍野区の所属となり、一部が天王寺区阿倍野筋1丁目となる。
- 1966年（昭和41年）、一部が王子町1 - 4丁目・阪南町1 - 5丁目となり、阪南町西1 - 6丁目の一部を編入。
- 1967年（昭和42年）、一部が阿倍野元町・旭町1 - 3丁目・丸山通1 - 2丁目となり、阪南町西1 - 6丁目・松崎町1 - 4丁目・旭町1 - 3丁目・共立通1 - 2丁目の各一部を編入[6]。

## 世帯数と人口
2024年（令和6年）9月30日現在の世帯数と人口は以下の通りである。
| 丁目           | 世帯数    | 人口    |
| -------------- | --------- | ------- |
| 阿倍野筋一丁目 | 466世帯   | 859人   |
| 阿倍野筋二丁目 | 458世帯   | 1,021人 |
| 阿倍野筋三丁目 | 1,280世帯 | 2,265人 |
| 阿倍野筋四丁目 | 1,006世帯 | 1,789人 |
| 阿倍野筋五丁目 | 957世帯   | 1,547人 |
| 計             | 4,167世帯 | 7,481人 |

### 人口の変遷
国勢調査による人口の推移。
| 1995年（平成7年）  | 5,639人 | [ 7 ]  |  |
| 2000年（平成12年） | 5,589人 | [ 8 ]  |  |
| 2005年（平成17年） | 7,130人 | [ 9 ]  |  |
| 2010年（平成22年） | 7,560人 | [ 10 ] |  |
| 2015年（平成27年） | 7,877人 | [ 11 ] |  |
| 2020年（令和2年）  | 7,695人 | [ 12 ] |  |

### 世帯数の変遷
国勢調査による世帯数の推移。
| 1995年（平成7年）  | 2,557世帯 | [ 7 ]  |  |
| 2000年（平成12年） | 2,727世帯 | [ 8 ]  |  |
| 2005年（平成17年） | 3,335世帯 | [ 9 ]  |  |
| 2010年（平成22年） | 3,620世帯 | [ 10 ] |  |
| 2015年（平成27年） | 3,896世帯 | [ 11 ] |  |
| 2020年（令和2年）  | 4,012世帯 | [ 12 ] |  |

## 学区
市立小・中学校に通う場合、学区は以下の通りとなる。なお、小学校・中学校入学時に学校選択制度を導入しており、通学区域以外に阿倍野区の小学校（自宅から概ね2km以内）・中学校から選択することも可能。
| 丁目           | 番                                         | 小学校             | 中学校               |
| -------------- | ------------------------------------------ | ------------------ | -------------------- |
| 阿倍野筋一丁目 | 4～7番                                     | 大阪市立金塚小学校 | 大阪市立松虫中学校   |
| 阿倍野筋一丁目 | 1～3番                                     | 大阪市立常盤小学校 | 大阪市立文の里中学校 |
| 阿倍野筋二丁目 | 1～4番                                     | 大阪市立常盤小学校 | 大阪市立文の里中学校 |
| 阿倍野筋二丁目 | 5番                                        | 大阪市立金塚小学校 | 大阪市立松虫中学校   |
| 阿倍野筋三丁目 | 10～13番                                   | 大阪市立金塚小学校 | 大阪市立松虫中学校   |
| 阿倍野筋三丁目 | 1～9番                                     | 大阪市立常盤小学校 | 大阪市立文の里中学校 |
| 阿倍野筋四丁目 | 15番4号（一部） 15番5～8号 15番9号（一部） | 大阪市立苗代小学校 | 大阪市立阿倍野中学校 |
| 阿倍野筋四丁目 | その他                                     | 大阪市立丸山小学校 | 大阪市立松虫中学校   |
| 阿倍野筋五丁目 | 全域                                       | 大阪市立丸山小学校 | 大阪市立松虫中学校   |

## 事業所
2021年（令和3年）現在の経済センサス調査による事業所数と従業員数は以下の通りである。
| 丁目           | 事業所数    | 従業員数 |
| -------------- | ----------- | -------- |
| 阿倍野筋一丁目 | 882事業所   | 17,249人 |
| 阿倍野筋二丁目 | 141事業所   | 1,257人  |
| 阿倍野筋三丁目 | 119事業所   | 1,217人  |
| 阿倍野筋四丁目 | 75事業所    | 416人    |
| 阿倍野筋五丁目 | 77事業所    | 649人    |
| 計             | 1,294事業所 | 20,788人 |

## 交通

### 鉄道
- 近畿日本鉄道
  - 南大阪線 大阪阿部野橋駅
- 大阪市高速電気軌道
  - 御堂筋線・谷町線 天王寺駅
  - 谷町線 阿倍野駅
- 阪堺電気軌道
  - 上町線 天王寺駅前停留場 - 阿倍野駅

### バス
2024年1月現在
- 大阪シティバス[16]
  - 48・52・80号系統：あべの橋西
  - 62・63・64・67号系統：あべの橋 - 阿倍野筋四丁目 - 阿倍野筋五丁目

### 道路
- 大阪府道28号大阪高石線（あびこ筋）
- 大阪府道30号大阪和泉泉南線

## 施設
- あべのハルカス
- あべのキューズタウン
- あべのルシアス
- あべのand
- あべのHoop
- あべのベルタ
- 阿倍野区民センター
- 阿倍野警察署
- 大阪市設南霊園
- 大阪阿倍野筋郵便局
- 大阪協栄信用組合 阿倍野支店

## 出身・ゆかりのある人物
- 森川桑三郎（印刷業、森川印刷所社長） - かつて阿倍野筋に居住していた[17]。

## その他

### 日本郵便
- 〒545-0052[3]（集配局：阿倍野郵便局[18]）
  - あべのハルカスのみ各階に郵便番号が設定されている。郵便番号 : 545-60**（**は、01〜60の各階）、545-6090（地階・階層不明）。